# Fontanella (Guixers)
Fontanella és una masia de la part oriental del municipi de Guixers a la comarca catalana del Solsonès, molt a prop de Sisquer. Està situada al suau vessant de la solana de la Serra dels Prats que baixa del petit nucli de Montcalb, a una altitud de 1155 metres.

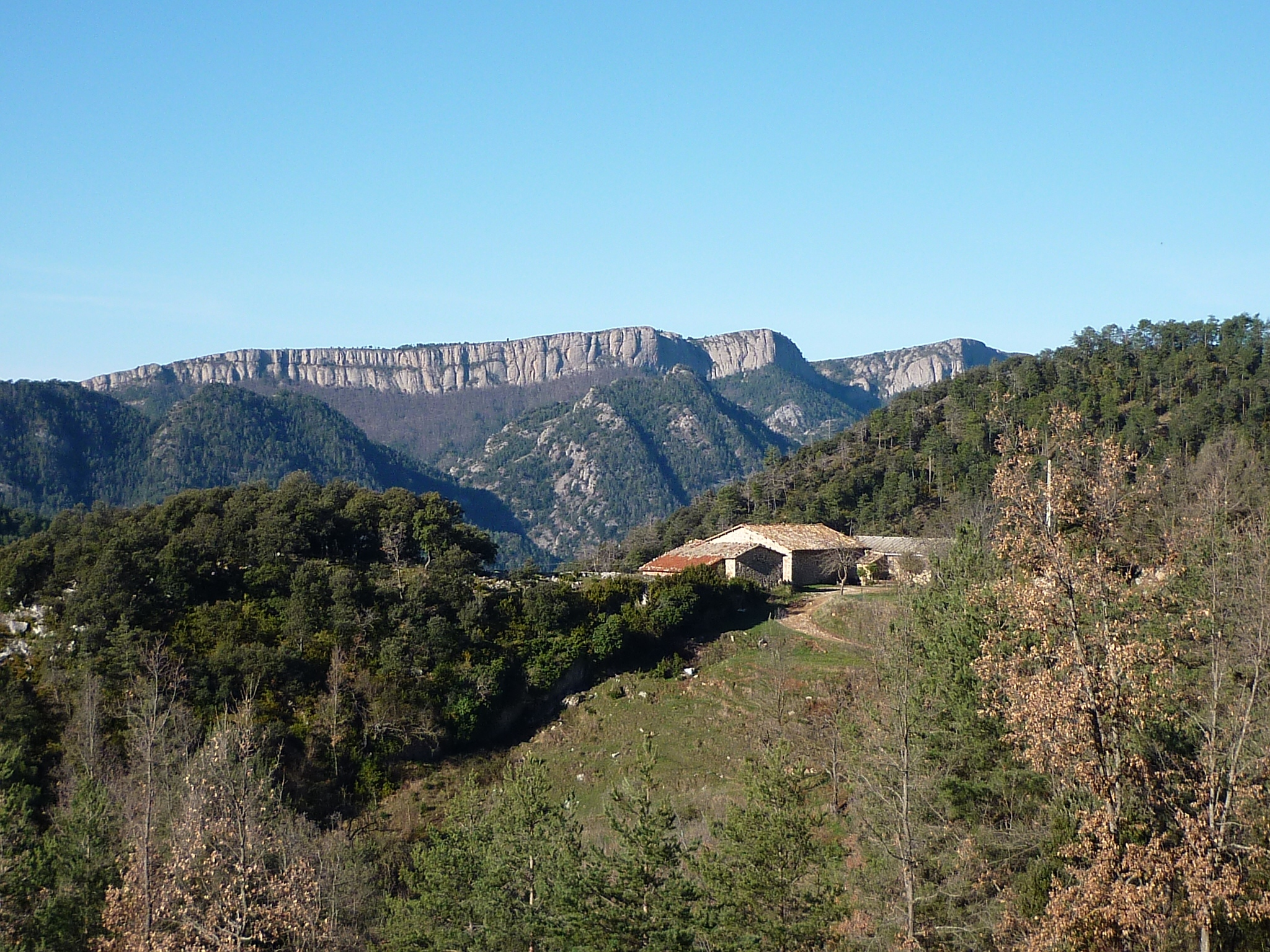
Visió de la Serra de Busa des de la masia

A pocs metres puja la carretera ben pavimentada fins a El Pla, el Collell i Montcalb.